# Хармонија сфера
Хармонија сфера је учење које потиче Питагоре и усклађивања математике, музике и астрономије. Питагорејци су сматрали да небеска тела, будући да су велики објекти у покрету, морају производити звук. Савршеност небеског света захтева да ти звуци буду хармонични. Ова музика је скривена од наших ушију само зато што је увек присутна.
Математика хармоније је била централно откриће од неизмерног значаја за питагорејце.